# Giết mổ bò ở Ấn Độ
Giết mổ bò ở Ấn Độ phản ánh tình trạng kinh doanh, giết mổ các con bò ở Ấn Độ. Giết mổ bò ở Ấn Độ là một chủ đề cấm kỵ trong suốt tiến trình lịch sử vì ý nghĩa truyền thống của bò như một sinh vật đáng kính của Đấng Tối cao trong đạo Hindu, thịt bò ở đây không được sử dụng. Điều 48 của Hiến pháp Ấn Độ có uỷ quyền cho Chính phủ trong việc ngăn cấm việc giết mổ bò cái và bê và bò già và những con gia súc khác. Ngày 26 tháng 10 năm 2005, Tòa án tối cao Ấn Độ, trong một phán quyết mang tính bước ngoặt tán thành hiệu lực của pháp luật phù hợp với hiến pháp về lệnh câm giết mổ bò được ban hành bởi chính quyền tiểu bang khác nhau thuộc Ấn Độ, đã có 24 trong số 29 bang ở Ấn Độ hiện có quy định khác nhau cấm hoặc giết mổ, mua bán bò. Các bang Kerala, Tây Bengal, bang Arunachal Pradesh, Mizoram, Meghalaya, Nagaland, Tripura và Sikkim là những bang nơi mà không hạn chế về giết mổ bò
Một thực trạng là bò được thường xuyên vận chuyển đến các bang có nghèo hơn hoặc không có yêu cầu để giết mổ, mặc dù nó là bất hợp pháp ở hầu hết các tiểu bang về vận chuyển động vật qua biên giới bang để làm thịt. Nhiều lò mổ bất hợp pháp hoạt động tại các thành phố lớn như Chennai và Mumbai. Tính đến năm 2004, có 3.600 lò mổ hợp pháp và 30.000 cơ sở giết mổ trái phép ở. Những nỗ lực đóng cửa chúng cho đến nay phần lớn là không thành công. Trong năm 2013, tại bang Andhra Pradesh ước tính có khoảng 3.100 trái phép và 6 cơ sở giết mổ được cấp phép do các bang. Ấn Độ sản xuất 3.643.000 tấn thịt bò trong năm 2012, trong đó 1.963.000 tấn được tiêu thụ nội địa và 1.680 triệu tấn được xuất khẩu. Ấn Độ đứng thứ 5 trên thế giới trong sản xuất thịt bò, thứ 7 tiêu dùng trong nước và xuất khẩu. Tuy nhiên, hầu hết các xuất "thịt bò" ở đây chính là thịt trâu. Trâu không được coi là vật linh thiêng trong Ấn Độ giáo.

## Tổng quan

### Theotôn giáo
Bò là linh vật ở Ấn Độ, nhất là với cộng đồng theo đạo Hindu. Những tín đồ Bà La Môn giáo thờ con bò, người theo đạo Bà la môn tôn thờ con bò như đấng thiêng liêng của mình, họ không ăn thịt bò, thậm chí còn ví vẻ đẹp đôi mắt của thiếu nữ như mắt bò cái, từ xa xưa cộng đồng người ở đây đã lấy con bò làm tổ tiên của mình. Người Hindu coi bò là linh vật, nhưng trâu thì không. Nhiều nước xem thịt bò là thực phẩm số một còn Ấn Độ thì ngược lại, không ai dám ăn. Ăn thịt bò là phạm thượng, khi thần. Chỉ dám dùng chất thải của hậu duệ thần bò Nandin là nước tiểu bò và phân bò để chữa bá bệnh, từ cảm mạo đến ung thư. Một số yếu tố khác dẫn đến việc tôn bò là vật thiêng là kinh Veda có sử dụng hình ảnh của bò, nhắc việc giáo sĩ Bà La Môn cấm giết bò và khi người Hồi giáo và người Mông Cổ đến xâm lược, biểu tượng bảo vệ bò được đưa ra nhằm khẳng định tình đoàn kết giữa các tôn giáo bản địa.
Trong văn hóa của Ấn Độ, hình tượng con bò được khắc họa một cách rõ nét và gắn liền với tín ngưỡng thờ phụng của nhân dân. Tất cả đều xuất phát từ sự gần gũi và tầm quan trọng của loài vật này trong đời sống con người. Kinh Ấn Độ giáo dạy rằng loài bò cái là tặng vật của Thượng đế dành cho loài người. Loài bò cái biểu trưng cho Đức mẹ thần thánh cứu sống loài người (gau mata). Bò cái sinh ra bò đực để giúp việc kéo cày, sữa bò cái có giá trị dinh dưỡng cao và được dùng làm sữa chua và bơ, nước thải bò cái có chứa tinh chất dùng làm thuốc cổ truyền của Ấn Độ, chất thải bò cái được dùng làm nhiên liệu. Người Ấn Độ tôn sùng và suy tôn bò thành thần bò Nandi là con vật cưỡi của vị thần Siva và xây dựng nhiều ngôi đền để thờ loài vật này. Do đó, việc ăn uống thực phẩm từ bò hay mặc quần áo có màu lông bò đều là điều tối kỵ. Tuy nhiên, sử dụng sữa bò thì có thể sản phẩm lại sữa được sử dụng rộng rãi trong văn hóa Hindu và là một trong những thành phần dinh dưỡng thiết yếu nhất của các bữa ăn của người Hindu. 

### Theo Luật lệ

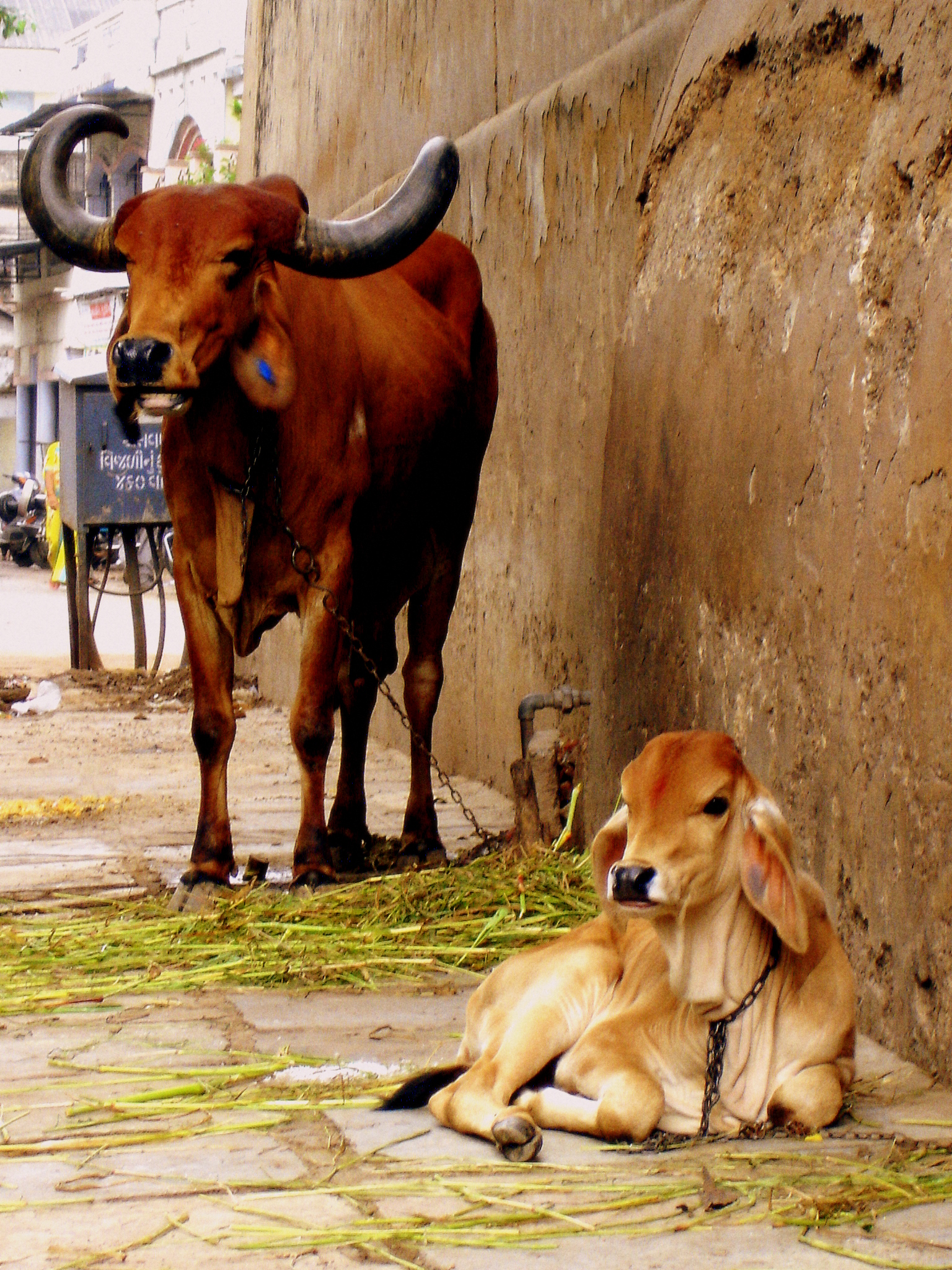
Một gia đình bò ở Ấn Độ, chúng được pháp luật bảo vệ

Con bò có vai trò to lớn của bò đối với đời sống xã hội và tâm linh người Ấn Độ. Ấn Độ ngày nay có khoảng 200 triệu con bò chiếm 1/5 số lượng bò trên thế giới, bò đi lang thang trên đường phố Ấn Độ gây tắc nghẽn giao thông và ô nhiễm môi trường khi việc những con bò này tìm thức ăn để sinh tồn đã phá vỡ những túi rác. Trải qua hàng ngàn năm, văn hóa Ấn Độ giáo sùng kính hình ảnh loài bò cái, nó có ở khắp nơi ngoại trừ trên đĩa thức ăn, do người Ấn Độ giáo không ăn thịt bò vì bò là biểu tượng linh thiêng. Loài bò từ lâu đã có chỗ đứng trong nền chính trị Ấn Độ, Hiến pháp Ấn Độ có một điều luật công khai thúc đẩy việc dần tiến tới cấm giết bò hoàn toàn, và lệnh cấm này đã được thực hiện ở đa số các bang. Không chỉ không được ăn thịt từ bò, một đạo luật ra đời từ năm 1995 có tên là Rajasthan Bovine Animal Act nghiêm cấm người dân sở hữu, mua bán hoặc vận chuyển thịt bò. Thịt bò trở thành hàng quốc cấm và bất cứ ai vi phạm luật này có thể bị phạt tù 2 năm cũng như nộp phạt số tiền lên đến 10.000 rupee (khoảng 150 USD).
Những con bò có vai trò vô cùng lớn trong xã hội Ấn Độ. Ngoài việc cung cấp sữa và các sản phẩm như nước tiểu, bò cái được người dân Ấn Độ, đặc biệt là những người theo đạo Hindu tôn thờ. Việc tiêu thụ thịt bò bị cấm hoặc không được chào đón tại nhiều vùng Ấn Độ, cũng tương tự như đạo Hồi không ăn thịt lợn. Ở Ấn Độ, đa phần người dân đều theo đạo Hindu, đây là tôn giáo có số lượng tín đồ đông đảo nhất. Đối với đạo Hindu, bò là linh vật vô cùng thiêng liêng do đó loại gia súc này rất được bảo vệ. Với những quy định khắt khe của tôn giáo lớn là đạo Hindu và Jaina giáo, loài bò luôn được các tín đồ tôn sùng và được coi là vật thiêng liêng. Nơi có thể đi tù vì một miếng thịt bò, không nên ăn thịt bò ở nước này, không chỉ bởi sự kiêng kị, mà còn bởi một đạo luật coi thịt bò như thứ hàng cấm. Ngoài việc được cảnh báo về món ăn, về an ninh an toàn, còn có các nhắc nhở về mặc đồ và không nên mang theo bất kỳ một chiếc túi nào theo kiểu da bò vì phạm vào tín ngưỡng của người dân nước này.
Hiện nay, khoảng 200 triệu con bò được thả rong tại Ấn Độ, được tôn sùng như tặng vật thiêng liêng. Bò có mặt khắp mọi nơi, chúng được thả rong trên đường, gặm nhấm bãi rác, trú chân ở những đền miếu, hay bất cứ nơi đâu, ở Ấn Độ, thời gian này, cảnh bò trâu đứng ở giữa đường vì nước này thờ bò trâu, không ai được giết bò, giết trâu. Người ta đưa bánh mì, trái cây cho bò ăn và thậm chí bò ở đây không ăn cỏ. Trong trường hợp này, cộng nghiệp ăn cỏ của trâu bò thay đổi ở một mức độ nhất định. Không ai dám đụng vào nó vì sẽ rắc rối về luật pháp, rắc rối về niềm tin đối với những người theo Ấn Độ giáo. Bò ở đây rất tự nhiên. Tự nhiên đi, tự nhiên đứng, tự nhiên nằm và xe tránh bò, người tránh bò chứ bò không tránh người, bò không tránh xe. Ở giữa các ngã tư đường, trâu bò dừng lại đứng ở đường 5 đến 10 tiếng đồng hồ là bình thường.

## Chính sách

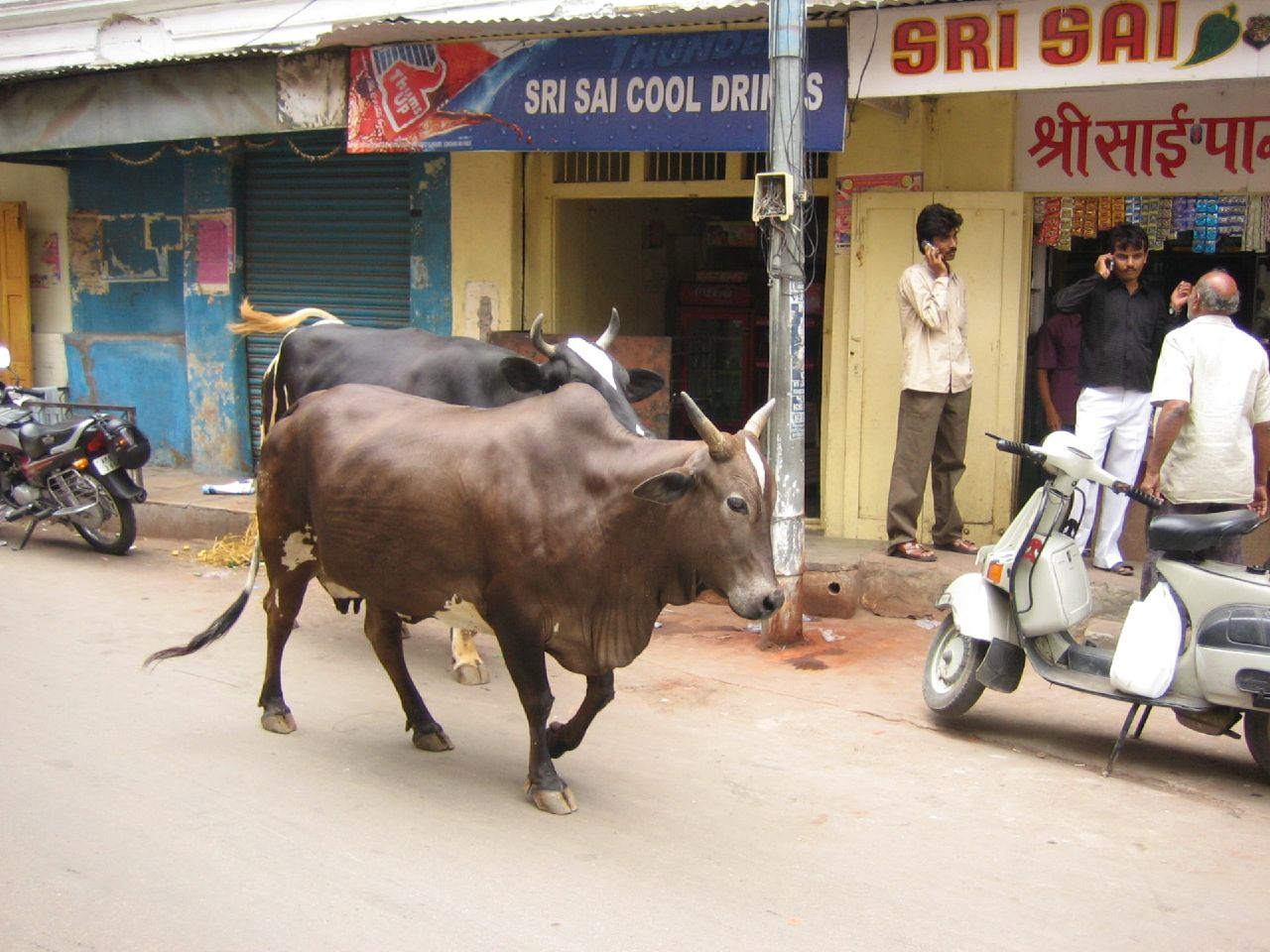
Hai con bò đi tự do trên phố ở Ấn Độ

Trong văn hóa của người Ấn Độ, bò là loài vật linh thiêng, được tôn thờ như những vị thần, nhất là với cộng đồng những người theo đạo Hindu, bởi bò mộng Nandi vốn là con vật cưỡi của thần Shiva vốn là đấng phá hủy, một trong ba vị thần tối cao Ấn Độ giáo. Do đó, người Ấn Độ kiêng ăn thịt bò, tuy nhiên sữa bò vẫn được sử dụng. Ở Ấn Độ, đa phần người dân đều theo đạo Hindu, đây là tôn giáo có số lượng tín đồ đông đảo nhất. Đối với đạo Hindu, bò là linh vật vô cùng thiêng liêng do đó loại gia súc này rất được bảo vệ. Với những quy định khắt khe của tôn giáo lớn là đạo Hindu và Jaina giáo, loài bò luôn được các tín đồ tôn sùng và được coi là vật thiêng liêng. Nhiều tín đồ Hindu coi bò là biểu tượng sống của tín ngưỡng mà họ tôn thờ. Các tổ chức từ thiện của người Hindu điều hành các “gaushala” (trung tâm bảo vệ bò) ở nhiều thành phố. Họ đưa những con bò lang thang tới gaushala để chăm sóc. Có người ca ngợi lệnh cấm giết bò: “Bò là mẹ của chúng tôi. Chính phủ nên áp đặt lệnh cấm trên cả nước”.
Giới chuyên gia kinh tế nhận định lệnh cấm giết bò toàn diện (gồm cả con đực và con cái) có thể phản tác dụng do nông dân sẵn sàng tống bò ra khỏi nhà khi chúng ngừng tiết sữa.Tình hình có thể trở nên tệ hơn nếu nông dân từ bỏ việc nuôi bò vì họ phải nuôi chúng suốt cuộc đời. Người dân chỉ nuôi bò tại những bang cho phép họ giết mổ có chọn lọc, những con số cho thấy nông dân đang chuyển sang nuôi trâu ở những bang không cho phép giết bò. Trong những năm gần đây, Ấn Độ nổi lên là một trong những quốc gia sản xuất sữa nhiều nhất thế giới, mặc dù sản lượng sữa bò Ấn Độ đang ở mức thấp hơn so với châu Âu hay châu Mỹ. Vì vậy, chính phủ nước này đang cố gắng cải thiện năng suất sữa của đàn bò trong nước bằng cách cung cấp dịch vụ hỗ trợ và tư vấn thú y tốt hơn cho người nông dân. Bò sữa được nuôi thành trang trại với quy trình công nghệ cao. 

### Chính phủ
Việc loài bò lại trở thành một phương tiện của chiến tranh chính trị có thể coi là một thành quả phi tự do đáng chú ý của chính quyền BJP dưới thời Thủ tướng Narendra Modi. Những chính sách của Thủ tướng Ấn Độ Narendra Modi nhằm bảo vệ các loài động vật ngành sản xuất, sữa như bò cái và những ngành sản xuất sản phẩm từ động vật dê, bò đã kích thích loại hàng hóa đặc biệt trên. Chính quyền ông Modi chi 5,8 tỉ rupee, tương đương 87 triệu USD, xây chuồng bò, tăng cường thực thi lệnh cấm ăn thịt bò và thắt chặt các biện pháp nhằm chống bán bò bất hợp pháp sang nước láng giềng Bangladesh.. Chính phủ Ấn Độ đã tiêu tốn 5,8 tỷ Rupee (87 triệu USD) cho chương trình bảo vệ bò cái cũng như tăng cường các quy định cấm ăn thịt bò. Đồng thời Ấn Độ cũng thắt chặt quản lý việc buôn bán bất hợp pháp gia súc từ nước láng giềng Bangladesh nhằm bảo vệ các nông trại trong nước. 

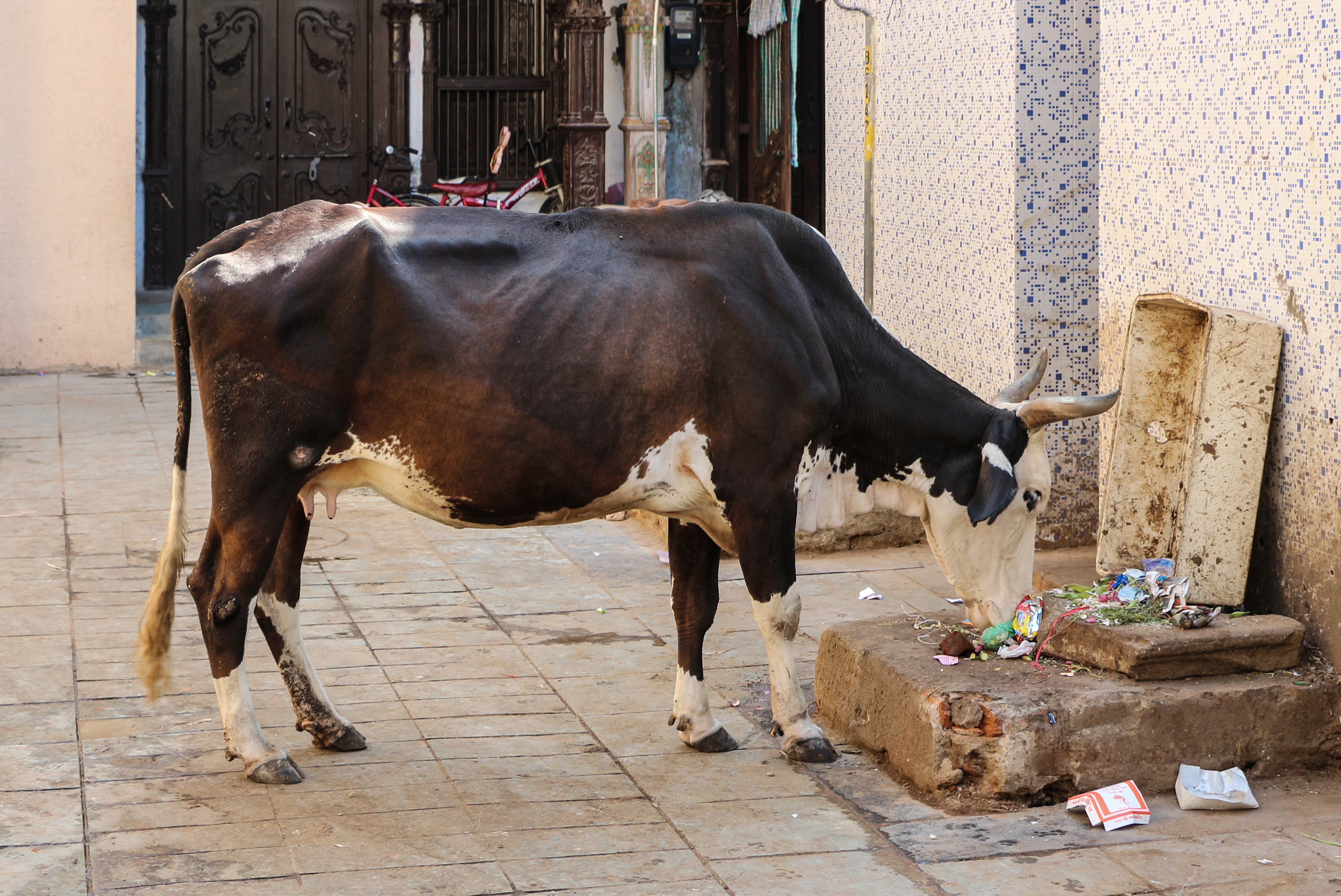
Một con bò tự do lục thùng rác ở Ấn Độ

Số bò và trâu cái trưởng thành tại Ấn Độ đang tăng nhanh (triệu con). Chính phủ Ấn Độ đã tổ chức một hội nghị quốc gia liên quan đến việc bảo vệ loài bò và thậm chí 2 thành viên nội các của Thủ tướng Modi đã kêu gọi hàng nghìn người tham dự hội thảo hạn chế và từ bỏ việc sát hại bò. Để ngăn chặn việc bò được gửi đến các lò mổ, chính phủ Ấn Độ khởi động chương trình quốc gia Rashtriya Gokul Missio giữa năm 2014 để xây dựng nơi sống cho những con bò già, ốm yếu. Tiền thu được từ chất thải cơ thể của loài động vật này đang được dự tính dùng để chi trả cho việc nuôi chúng. Vào tháng 5, chính phủ Ấn Độ tổ chức hội nghị quốc gia liên quan đến việc bảo vệ loài bò. Hai thành viên nội các của chính phủ Thủ tướng Modi đã kêu gọi hàng nghìn người tham dự hội thảo hạn chế và từ bỏ việc sát hại bò.
Nhiều chuyên gia Ấn Độ cảm thấy không hài lòng với các chính sách bảo vệ loài bò hiện nay của chính phủ. Chính trị gia Subramanian Swamy của Đảng Bharatiya Janata, một Đảng trong liên minh những người theo đạo Hindu đang cầm quyền của Thủ tướng Modi cho rằng những nỗ lực hiện nay của chính phủ là chưa đủ. Hiện Ấn Độ tiêu thụ các loại thịt trâu, dê thay cho thịt bò và lợn vốn là điều cấm kỵ đối với cộng đồng người Hindu và Hồi giáo chủ yếu ở đây. Ấn Độ cũng là quốc gia xuất khẩu thịt trâu nhiều nhất thế giới. Tuy nhiên, tình trạng giết bò và giả làm thịt trâu đang lan tràn tại Ấn Độ và khiến nhiều chuyên gia cũng như chính trị gia không hài lòng. Swamy thậm chí còn đề nghị chính phủ dỡ bỏ chính sách hỗ trợ đối với ngành xuất khẩu thịt trâu nhằm hạn chế tình trạng giết bò như trên.
Việc tiêu thụ thịt bò nội địa chủ yếu giới hạn trong số những người không theo Ấn giáo, nhưng trong những năm gần đây, Ấn Độ đã nổi lên thành một nước xuất khẩu thịt bò đứng hàng thứ nhì thế giới, chủ yếu có nguồn gốc từ trâu. Vị thế đó khiến nhiều nhóm người theo Ấn giáo có liên hệ với đảng cầm quyền BJP không hài lòng. Họ nói rằng dưới vỏ bọc của việc giết mổ trâu và bò đực, nhiều con bò cái đang bị giết mổ bất hợp pháp. Tổng thư ký của nhóm Hindu Vishwa Parishad theo chủ trương cứng rắn, hay Hội đồng Hindu Thế giới, ông Venkatesh Abdev, cho biết họ sẽ vận động cho một lệnh cấm tiêu thụ thịt bò trên toàn quốc. Nhiều tổ chức xã hội và cá nhân các tín đồ của đạo Hindu cũng lên tiếng đòi Chính phủ Ấn Độ phải bảo vệ vị trí xã hội và tôn giáo của những con bò. Trong khi chờ đợi nhà cầm quyền lập lại trật tự, những "trung tâm cứu hộ bò" đã được thành lập.
Tại vùng ngoại ô thủ đô New Delhi, một "khu bảo tồn" có tên Shri Mataji Gaushala đã được lập nên và đang hoạt động từ vài năm nay. Với diện tích lên đến 42 hecta, đây là nơi trú ẩn của hàng nghìn con bò được giải cứu từ các lò mổ, hoặc thu gom về khi chúng đang đi lang thang. Kinh phí duy trì hoạt động của khu này lên tới 5,4 triệu USD mỗi năm, và những Ấn kiều giàu có đang định cư tại Hoa Kỳ hiện đang tài trợ toàn bộ số tiền này. Trong tương lai, khu bảo tồn bò dự kiến nhận được sự hỗ trợ từ ngân sách Nhà nước, như là một minh chứng cho sự ủng hộ và sự vào cuộc quyết liệt của nhà cầm quyền trong cuộc đấu tranh giữ gìn sự tôn kính cho con vật linh thiêng. Có người đàn ông này vô cùng đau khổ mỗi khi nghe được tin rằng ở đâu đó, người ta đã giết hại một con bò. Ông coi sự sùng bái của mình với loài vật này là nghĩa vụ của một tín đồ Hindu dành cho tôn giáo mà mình đã tin theo

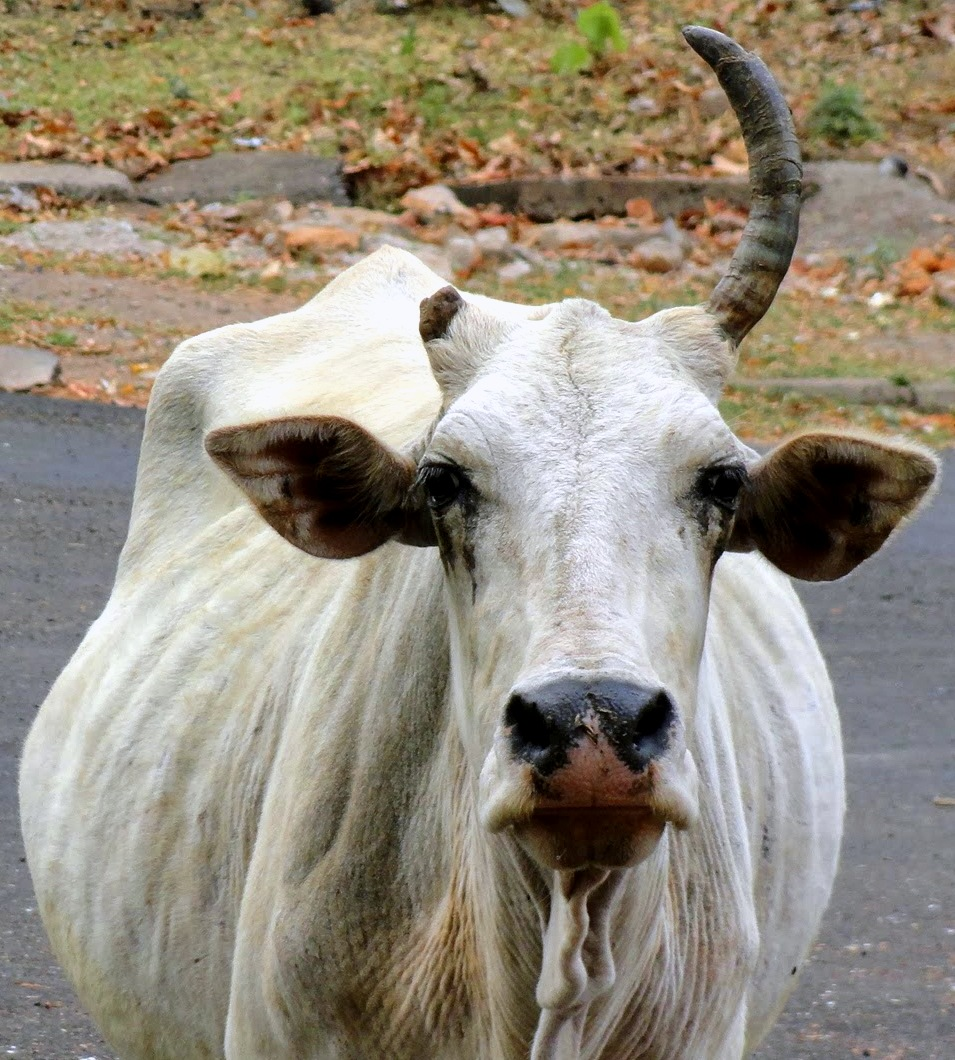
Một con bò trắng Ấn Độ

Trong thời gian chuẩn bị cho cuộc bầu cử, Thủ tướng Narendra Modi đã chỉ trích chính phủ của đảng Quốc đại trước về việc quảng bá một “cuộc cách mạng hồng cho việc giết mổ gia súc”. Trong khi đó, lệnh cấm thịt bò đã trở thành một đề tài hàng đầu được nhiều người quan tâm trên Twitter khi được thông báo vào đầu tuần này. Một số người ủng hộ quyết định đó nhưng hàng ngàn người lại chỉ trích. Nhiều người đã đưa ra những so sánh châm biếm giữa tiến trình bảo vệ những con bò cái với tình trạng thiếu tiến bộ về an toàn cho phụ nữ và nói rằng: “Thực là tin vui khi biết rằng những con bò cái được an toàn hơn cả phụ nữ ở Ấn Độ” và “Thật là tin vui khi biết được rằng một con bò cái có thể đi ra đường vào buổi tối và muốn ăn mặc ra sao cũng được”
Thủ tướng Narendra Modi muốn cấm giết trâu để thực hiện lời hứa với những tín đồ Hindu, nhưng thịt trâu lại là thực phẩm thiết yếu đối với hàng triệu người nghèo. Trong quá trình vận động tranh cử, Thủ tướng Modi từng hứa ông sẽ cấm giết bò trên phạm vi toàn quốc. Lời hứa của ông khiến những tín đồ Hindu bảo thủ cảm thấy phấn khởi. Với việc đảng Bharatiya Janata Party (BJP) của Thủ tướng Narendra Modi giành thắng lợi trong tổng tuyển cử, nhưng nhóm Hindu cứng rắn đang vận động để lệnh cấm giết mổ bao gồm mọi loại gia súc, cả con đực lẫn cái. Mohammed Aqil Qureshi, chủ tịch Hiệp hội Bảo vệ Những người kinh doanh trâu tại thị trấn Ghazipur cho rằng đây là một quyết định chính trị. Chính phủ muốn lấy lòng người Hindu và gây phiền toái cho tín đồ Hồi giáo. Người nghèo sẽ chịu tác động xấu nhất từ lệnh cấm mổ trâu. Thịt trâu là thực phẩm của người nghèo và là nguồn dưỡng chất của hàng triệu người theo. 

### Rajasthan
Bang Rajasthan đưa ra quy định cấm ăn thịt bò và bị phạt khi ăn thịt bò. Một đạo luật ra đời từ năm 1995 có tên là Rajasthan Bovine Animal Act nghiêm cấm người dân sở hữu, mua bán hoặc vận chuyển thịt bò. Thịt bò trở thành hàng cấm và bất cứ ai vi phạm luật này có thể bị phạt tù 2 năm cũng như nộp phạt số tiền lên đến 10.000 rupee (khoảng 150 USD). Đạo luật này được lấy từ tên của nơi ra đời nó là tiểu bang Rajasthan Bang Rajasthan thậm chí còn lập ra cơ quan vận động cho loài vật này, Rajasthan ở Ấn Độ đã thiết lập Cục quản lý bò để đảm bảo quyền lợi (phúc lợi động vật) cho loài động vật này. Theo những quan chức của bang Rajasthan và một số chuyên gia, loài bò thậm chí xứng đáng nhận nhiều quyền lợi hơn cả hai triệu người vô gia cư hiện nay tại Ấn Độ. Một số nhà phê bình cho biết loài bò còn có nhiều quyền lợi hơn 2 triệu người vô gia cư trên cả đất Ấn.

### Maharashtra

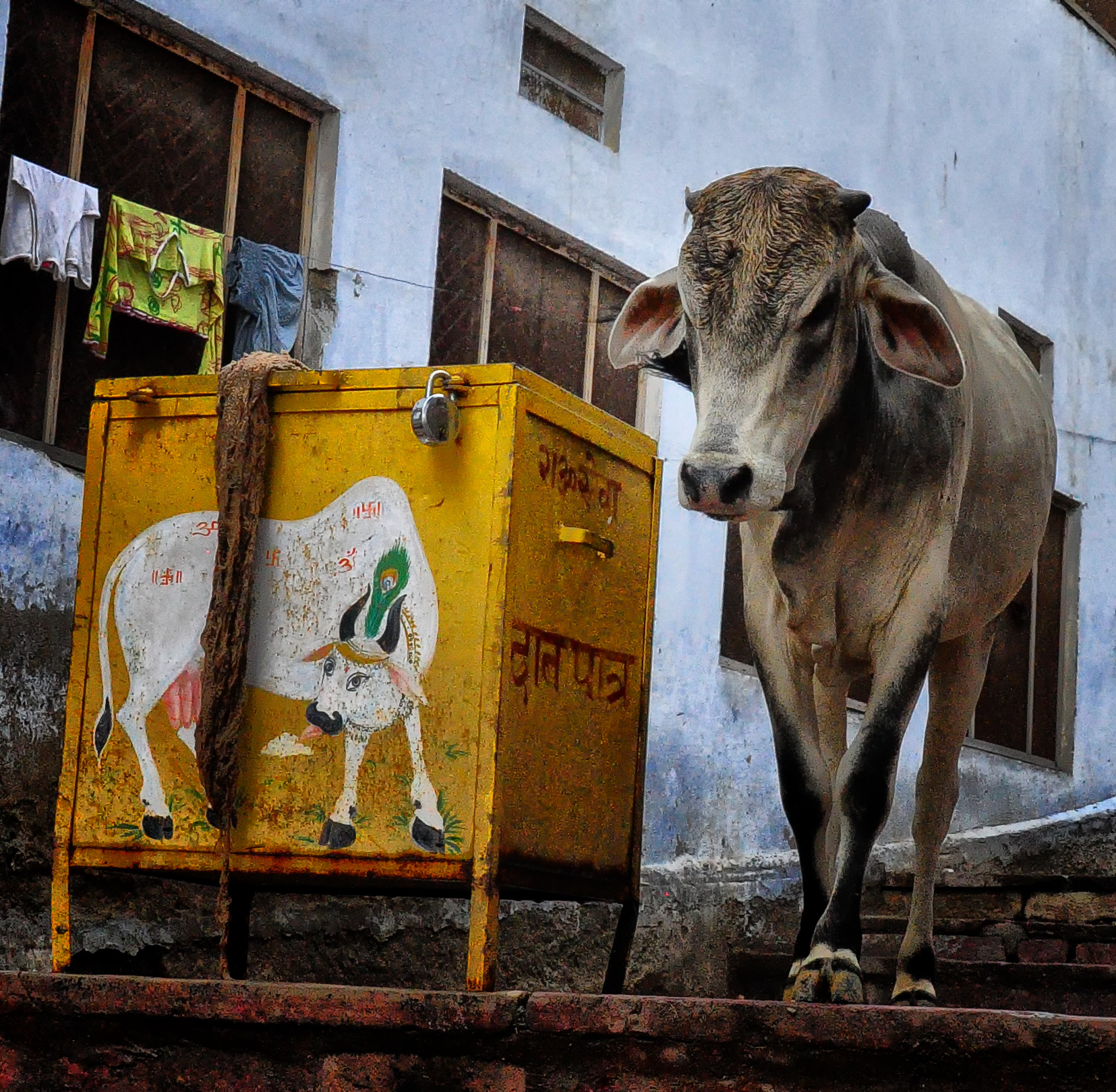
Những con bò thần thánh ở Ấn Độ

Đảng Bharatiya Janata (BJP), đã giành được quyền kiểm soát tiểu bang miền Tây Maharashtra, đã thực thi lệnh cấm theo một đạo luật đã được thông qua khi đảng này cầm quyền tiểu bang khoảng 20 năm trước nhưng nó chưa bao giờ được áp dụng sau khi đảng này mất quyền lực. Theo luật này, sở hữu hay bán thịt bò có thể đưa đến việc bị phạt tiền hoặc đi tù tới 5 năm. Mặc dù loài bò cái, được người Hindu xem là thần thánh, đã được bảo vệ trong quốc gia đa số người Hindu, luật mới còn mở rộng cả với việc giết mổ bò đực, bò thiến và bò con. Các lệnh cấm tương tự đã được áp dụng ở hai tiểu bang khác là Gujarat và Madhya Pradesh, cả hai đều nằm dưới sự kiểm soát của đảng BJP.
Tại tiểu bang Maharashtra miền Tây Ấn Độ, lệnh cấm tiêu thụ thịt bò đã được sự hoan nghênh của các nhóm Hindu có liên hệ với đảng cầm quyền Bharatiya Janata, nhưng lại bị những người liên quan đến ngành kinh doanh này, đa số là người Hồi giáo, đả kích kịch liệt, giới mua bán thịt bò cho rằng lệnh cấm sẽ làm cho hàng chục ngàn người thất nghiệp. Khi lệnh cấm có hiệu lực (hôm thứ Năm) nhiều cơ sở giết mổ thịt bò ở Maharashtra đã đóng cửa. Món thịt bò đã biến mất trên thực đơn của các nhà hàng, bao gồm cả những nhà hàng hạng sang ở Mumbai là thủ phủ tài chính của Ấn Độ.
Chỉ trong vòng vài ngày từ khi chính quyền bang Maharashtra ban hành lệnh cấm, hoạt động bán thịt ở Mumbai, trung tâm hành chính của bang, buộc phải chuyển sang hình thức bí mật. Tiểu thương bán thịt ở Maharashtra kiện lệnh cấm của chính quyền, với lý do hàng vạn người mất việc vì nó. Quyết định của bang không khiến dư luận ngạc nhiên. Lệnh cấm thịt bò gần đây của bang Maharashtra vốn đe doạ sinh kế của một triệu người theo đạo Hồi làm nghề bán thịt và tài xế xe tải hạng nặng sẽ đã không được đưa ra nếu bang còn nằm dưới bất kỳ chính quyền nào trước đây, và cũng sẽ không nhận được sự ủng hộ của bất kỳ chính phủ tiền nhiệm nào ở New Delhi. Những lệnh cấm như vậy thực ra không hẳn chỉ liên quan đến thịt bò, mà là về tự do.
Bên cạnh đó, nỗi lo của những người bán thịt trâu tăng, sau khi Maharashtra, bang đông dân thứ hai ở Ấn Độ, ban hành luật mới để đưa thêm bò đực vào danh sách những động vật mà người dân không được phép giết mổ. Mặc dù luật mới không đề cập tới trâu, thịt trâu vẫn nhanh chóng biến mất khỏi phần lớn cửa hàng thịt trong bang do tiểu thương lo ngại bạo lực có thể bùng phát nếu khách hàng nhầm lẫn thịt trâu với thịt bò. Những người vi phạm lệnh cấm sẽ hứng chịu hình phạt nghiêm khắc. Nếu bán hoặc tàng trữ thịt bò, họ không thể nộp tiền để tại ngoại, đối mặt với án tù 5 năm và phải nộp khoản tiền phạt 200 USD là một số tiền khá lớn đối với người nghèo Ấn Độ. 

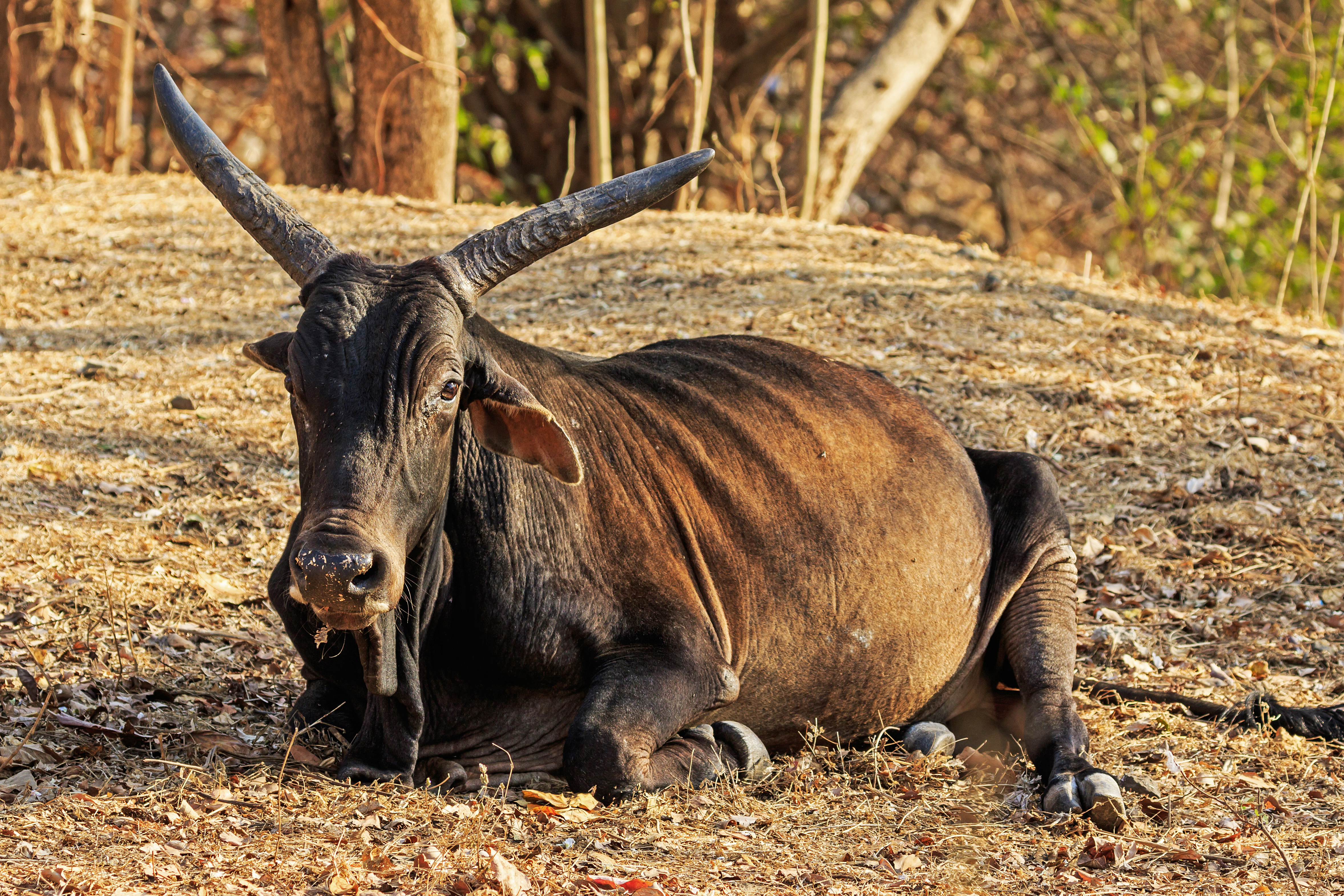
Một con bò già ở Ấn Độ, chúng sẽ có chỗ nghỉ dưỡng cuối đời sau khi hoàn thành công việc

Chủ tịch của Hội Đại lý thịt bò ngoại ô Mumbai là Mohammad Ali Qureshi cho rằng lệnh cấm sẽ cướp đi đến kế sinh nhai của hàng chục ngàn người bán thịt, bán lẻ thịt bò, các công nhân và những người có liên quan đến ngành thương mại này, nhiều người trong số này thuộc vào tầng lớp thấp kém nhất và nghèo nhất trong xã hội, những người không có trình độ học thức để kiếm được việc làm khác hay có tiền để tạo dựng các doanh nghiệp thay thế, những người đã bị thất nghiệp mà không được báo trước vì lệnh cấm được áp dụng đột ngột.
Lệnh cấm sẽ ảnh hưởng đến ngành thương mại thịt bò đang phồn thịnh, nhưng ông nói rằng đã phải trả một cái giá nào đó vì việc giết mổ gia súc là một vấn đề tình cảm đối với người Hindu. Nhưng trước sự phẫn nộ của dòng người Hindu về việc mổ bò lấy thịt (bò thịt), chính quyền Mumbai đã khởi động chương trình Rashtriya Gokul Mission vào năm 2014. Theo đó, những con bò già và ốm sẽ bị chuyển đến một trạng trại chăn nuôi riêng để cho chúng nghỉ dưỡng và nhằm thu thập những sản phẩm khác ngoài sữa, như nước tiểu bò.
Với những người theo đạo Hồi đang kiểm soát phần lớn ngành mua bán thịt bò, lệnh cấm có phần chắc sẽ mang âm hưởng chính trị khi nó trở thành một vấn đề chia rẽ giữa các nhóm theo Ấn giáo và các nhóm theo Hồi giáo. Mohammad Shahid Sheikh là chủ tịch của nhóm vận chuyển thịt bò ở Deonar, nơi toạ lạc cơ sở giết mổ thịt bò lớn nhất Ấn Độ. Ông cho biết những vụ chận xe tải chuyên chở gia cầm tăng thêm trong những tháng gần đây. Các nhà hoạt động người Hindu bị đổ lỗi gây ra những cuộc tấn công. Ông Sheikh nói khi chúng tôi đặt câu hỏi và nói với họ là chúng tôi đang tuân theo tất cả các quy định, họ nói với chúng tôi là họ sẽ không để cho các con vật bị giết mổ nữa. Các nhà phân tích chính trị nói lệnh cấm thịt bò có thể đem lại thêm vũ khí cho giới chỉ trích cáo buộc đảng cầm quyền BJP là quảng bá cho nghị trình dân tộc chủ nghĩa của người theo Ấn giáo. 

### Haryana
Một số bang khác chịu sự điều hành của đảng BJP cũng muốn noi gương bang Maharashtra. Chính quyền Haryana, bang tiếp giáp với thủ đô New Delhi, đang xem xét dự luật để hành vi giết bò tương đương tội giết người. Người dân có thể lĩnh án tù chung thân vì giết một con bò nếu nghị viện bang phê chuẩn dư luật. Thủ hiến bang Haryana Manohar Lal Khattar là nơi đảng BJP chiếm đa số, đã tuyên bố rằng người theo đạo Hồi ở Ấn Độ sẽ phải ngừng ăn thịt bò.
Cảnh sát bang Haryana ở Ấn Độ đã mở đường dây nóng hoạt động suốt ngày đêm, qua đó cư dân có thể thông báo cho các nhân viên bảo vệ trật tự pháp lý về những vụ đánh cắp hoặc giết chết bò, con vật mà người Hindu coi là linh thiêng. Người đứng đầu cảnh sát bang cũng tuyên bố sẽ tổ chức các trạm kiểm soát để ngăn chặn việc đưa gia súc ra khỏi lãnh thổ Haryana một cách trái phép. Những biện pháp như vậy được thông qua sau khi cư dân địa phương tổ chức một phiên tòa tự quyền xét xử với hai người vận chuyển thịt bò, bắt họ phải ăn món hữu cơ Panchagavya làm từ phân bò, nước tiểu bò, sữa bò và bơ đặc.

## Thực trạng

### Xung đột

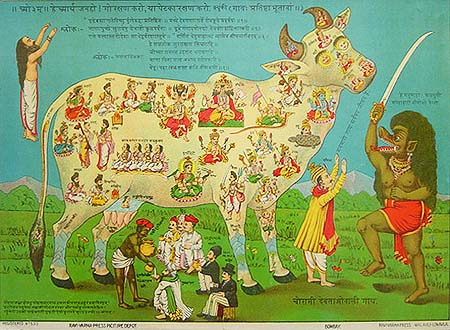
Biếm họa chế diễu người đạo Hồi sát sinh bò

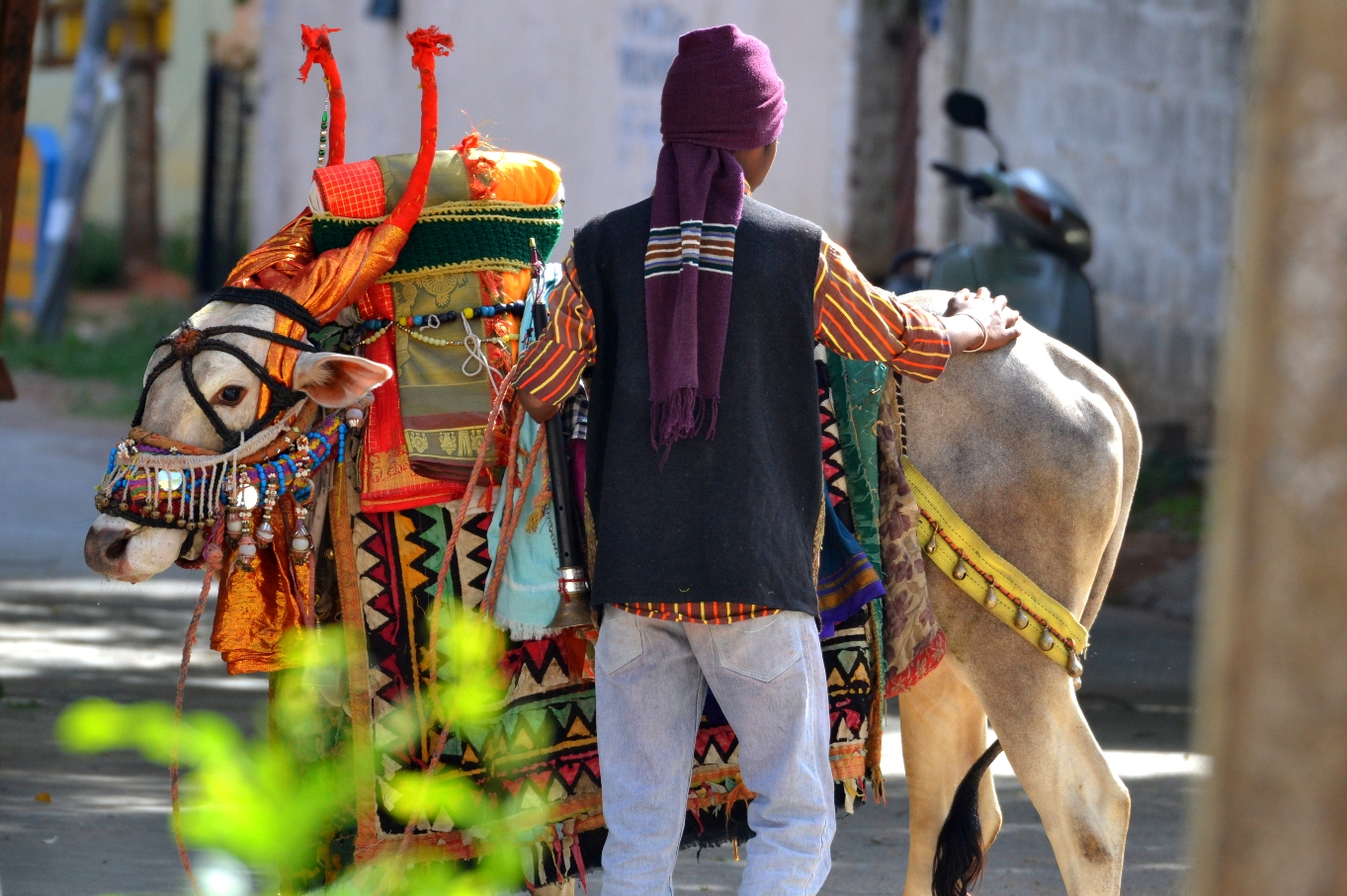
Một con bò trang sức

Những chính sách bảo vệ loài bò đang gây nên một cuộc xung đột tôn giáo tại Ấn Độ. Mâu thuẫn tín ngưỡng phát sinh tại đất nước thờ bò như Ấn Độ, việc gia tăng sự bảo vệ và tôn kính dành cho con vật này đã và đang là nguồn gốc xung đột giữa các tôn giáo. Những người theo đạo Hindu tôn thờ bò nhưng không bị cấm ăn thịt lợn, trong khi cộng đồng Hồi giáo không thể ăn thịt lợn nhưng vẫn có thể tiêu thụ thịt bò.
Vào tháng 6 năm 2016, hai người đàn ông Hồi giáo đã bị một tổ chức bảo vệ loài bò của người Hindu bắt ăn phân bò như hình phạt dành cho hành vi bị cáo buộc là vận chuyển thịt bò do phạm tội vận chuyển thịt bò sang bang Haryana ở phía bắc. Ngay lập tức, cộng đồng Hồi giáo đã dậy sóng vì hành vi trên của người Hindu và tạo nên nhiều cuộc tranh cãi, xung đột về vai trò của loài bò trong xã hội Ấn Độ. Một người đàn ông theo đạo Hồi bị một đám đông đánh cho đến chết tại một thị trấn nhỏ cách New Delhi một tiếng chạy xe vì người ta đồn rằng anh đã giết và ăn thịt một con bò, họ tin rằng người này tham gia buôn lậu gia súc. Một người lái xe tải bị giết ở Udhampur, thuộc bang Jammu và Kashmir, vì tin đồn người này tham gia giết bò. Ba người chết chỉ trong vòng ba tuần. Chưa có sự việc nào có mức độ độc ác như việc tàn sát những người tỏ ra không đủ tôn trọng đối với loài bò.
Quan chức chính phủ cũng tham gia vào vụ việc. Sau khi Thủ hiến bang Karnataka, một thành viên của đảng Quốc đại đối lập, gần đây tuyên bố rằng ông sẽ ăn thịt bò, một chính trị gia thuộc đảng Bharatiya Janata (BJP) cầm quyền đã doạ sẽ chặt đầu Thủ hiến Karnataka nếu ông này làm như đã tuyên bố. Sự kiện 20 cảnh sát đã tràn vào căng tin của văn phòng đại diện chính quyền bang Kerala ở Delhi, vì căng tin này quảng cáo món “thịt bò rán” trên menu. Thành viên hội đồng lập pháp bang Kashmir Kĩ sư Abdul Rashid bị tạt mực đen vào mặt vì đã mở một “bữa tiệc thịt bò”. Vào tháng 10 năm 2015, một nghị sĩ Ấn Độ đã đánh đồng nghiệp của mình ngay trong cuộc họp vì trước đó, ông này đã gọi phục vụ món thịt bò trong một bữa tiệc cá nhân tại nhà ông này. Những vụ tấn công gần đây đã cho thấy một vấn đề nghiêm trọng trong đường lối của Ấn Độ dưới thời Thủ tướng Modi.
Vào năm 2001, McDonald’s bị một vụ kiện ở Mỹ do ba doanh nhân người Ấn Độ sống ở Seatle khởi xướng. Những doanh nhân này là người ăn chay, hai trong số đó là người Ấn Độ giáo, đã đâm đơn kiện McDonald’s vì đã che giấu việc có sử dụng bò trong khoai tây chiên đã thừa nhận có dùng một lượng rất nhỏ tinh chất bò trong dầu ăn. McDonald’s chịu phạt 10 triệu USD và chính thức xin lỗi, và còn cam kết chấn chỉnh việc ghi thông tin thành phần món ăn trên bao bì sản phẩm và tìm giải pháp thay thế tinh chất bò dùng trong dầu ăn. Việc phát hiện McDonald’s dùng tinh chất bò trong dầu ăn khiến cộng đồng Ấn Độ giáo phẫn nộ. Họ đã xuống đường và đập phá một nhà hàng McDonald’s ở Delhi, gây tổn thất 45.000 USD, và kêu gọi Thủ tướng Ấn Độ lệnh đóng cửa các nhà hàng McDonald’s tại đây. Những người mua nhượng quyền McDonald’s tại Ấn Độ nhanh chóng phủ nhận việc họ sử dụng tinh chất bò trong dầu ăn, và những người Ấn Độ giáo cực đoan đã phản ứng bằng việc tuyên bố sẽ mang dầu ăn của McDonald’s đến phòng thí nghiệm để kiểm tra xem liệu có tinh chất bò trong đó hay không.
Nhiều ý kiến cho rằng trong phần lớn chiều dài lịch sử Ấn Độ, cách tiếp cận mặc định về cơ bản là “sống và để người khác sống” đưa ra lựa chọn của mình về vấn đề thịt bò, và để người khác đưa ra quyết định của họ. Chính phủ Modi quan tâm nhiều đến việc người khác ăn gì hơn là những gì họ nói ra. Chính phủ Modi đã thể hiện quan điểm về một loại chủ nghĩa sô vanh Hindu, ủng hộ một phần đức tin được diễn giải một cách rất hẹp của đạo Hindu. Thực tế, những người theo đạo Hindu ăn thịt bò, cũng như những người không ăn thịt bò, đều tìm được nền tảng cho niềm tin của mình trong các sách và văn bản cổ xưa của đạo Hindu. Ngược lại, Chính phủ Modi đã nuôi dưỡng là một hình thức bất khoan dung tôn giáo mang tính chủ quan, và những người ủng hộ, được khuyến khích vì BJP đang chiếm đa số tuyệt đối, buộc mọi người phải chấp nhận góc nhìn riêng của họ về việc Ấn Độ nên như thế nào, bất kể điều đó có thể gây tổn thương cho người khác.
Bên cạnh đó, Lệnh cấm giết trâu có thể gây nên thảm họa cho ngành xuất khẩu thịt trâu, bò của Ấn Độ. Hoạt động xuất khẩu thịt trâu, bò phát triển mạnh trong thập kỷ vừa qua, với mức tăng thường niên 17-19%. Có năm, các công ty xuất khẩu kỳ vọng tỷ lệ tăng trưởng lên tới 25%. Họ hy vọng lệnh cấm sẽ không gây nên tác động lớn, song họ vẫn lo lắng. Với một lệnh cấm như thế, hoạt động xuất khẩu thịt sẽ hứng chịu thiệt hại nghiêm trọng. Các doanh nghiệp Ấn Độ xuất khẩu lượng thịt trâu trị giá gần 5 tỷ USD vào năm 2013. Phần lớn lượng thịt đó tới các nước Đông Nam Á và vùng Vịnh.
Xuất khẩu thịt không phải là ngành duy nhất chịu ảnh hưởng xấu bởi lệnh cấm. Hoạt động xuất khảu da, các sản phẩm từ da, mỡ, bột xương và những loại sản phẩm khác từ động vật cũng sẽ chịu tác động tiêu cực, Allanasons là doanh nghiệp xuất khẩu thịt trâu lớn nhất tại Ấn Độ. Đối với nhiều người Ấn Độ, lệnh cấm là sự can thiệp vô lý vào đời sống riêng tư của người dân. Phải chăng chính phủ muốn quy định những thứ mà chúng tôi có thể và không thể ăn, nhiều người đã ăn thịt trâu, bò từ nhiều thế hệ. Lệnh cấm giống như việc bảo người dân rằng họ không thể ăn đường. Nó sẽ không phát huy tác dụng.

### Giết mổ lậu

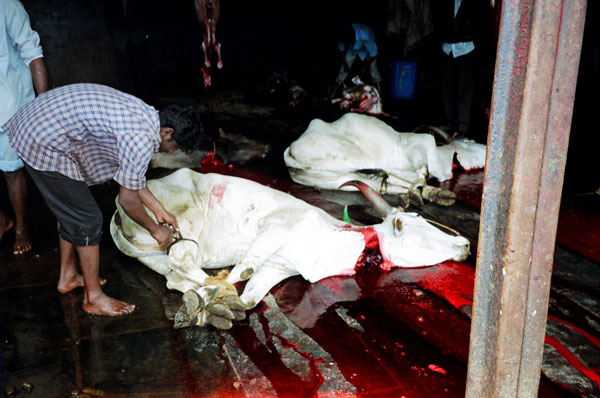
Một cảnh giết mổ bò bí mật ở Ấn Độ

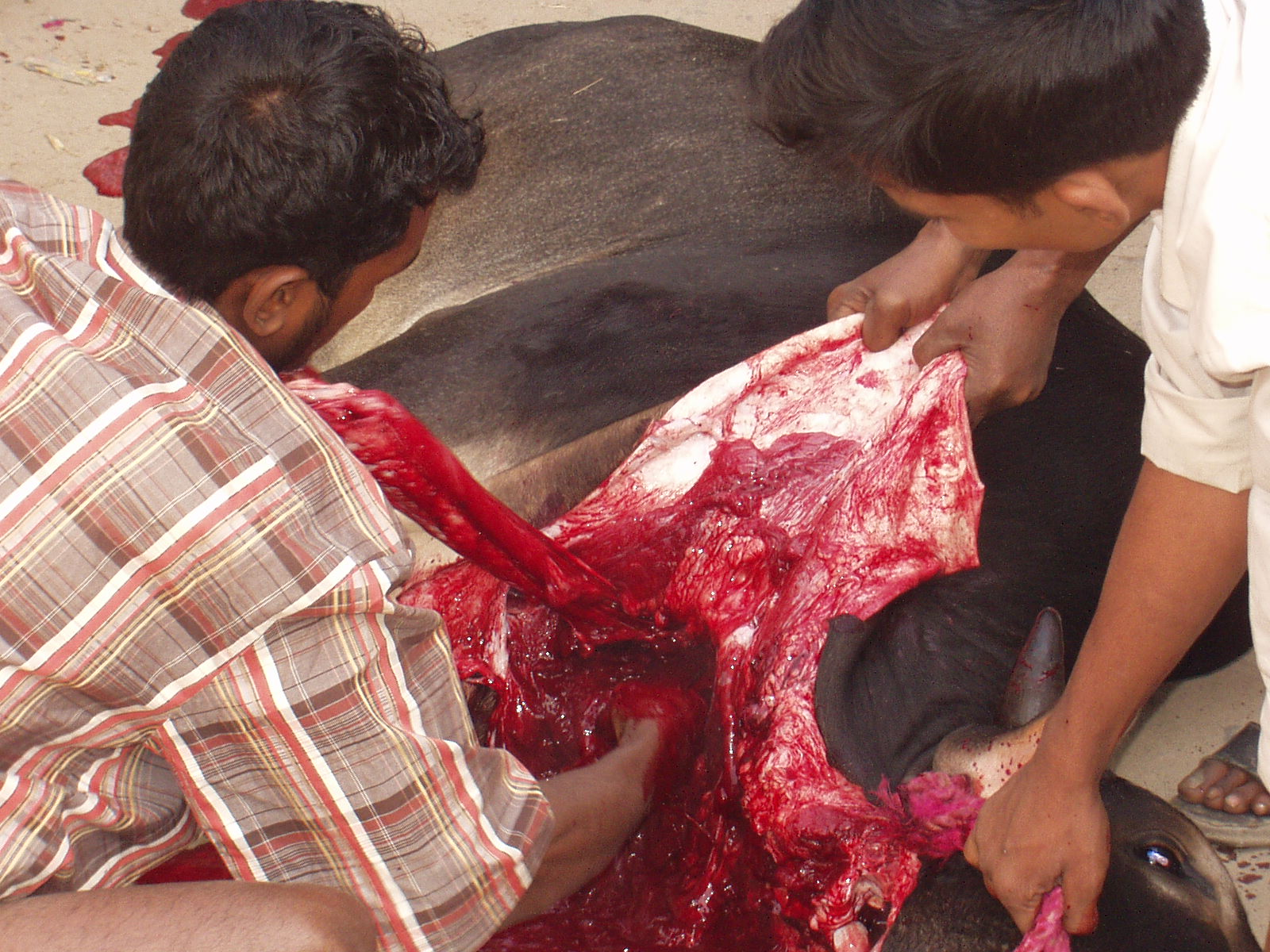
Giết mổ trâu ở Ấn Độ

Mặc dù người Hindu tin rằng bò là động vật linh thiêng và việc giết chúng bị cấm trên phần lớn đất nước, nhưng Ấn Độ là nước tiêu thụ thịt bò lớn thứ năm và xuất khẩu thịt bò lớn thứ hai trên thế giới. Một số cộng đồng, đặc biệt là người Hindu ở tầng lớp thấp cùng hàng triệu tín đồ Hồi giáo và Cơ đốc giáo, ăn thịt bò và trâu. Ấn Độ là nước xuất khẩu thịt bò đứng đầu trên thế giới vào năm 2012. Ở Ấn Độ, bò chỉ được phép giết mổ hợp pháp công khai ở hai nơi, đó là Tây Bengal ở phía Đông và Kerala ở miền Nam. Có khoảng 4.000 nhà máy thuộc da trên toàn quốc đã đưa ra lợi nhuận khoảng 2 tỷ USD cho ngành công nghiệp thuộc da ở Ấn Độ.
Ở Ấn Độ, từ nghìn đời nay, bò luôn được coi là loài vật thiêng, được thờ cúng như những vị thần. Nhưng sự thực đang thay đổi là những linh vật này đang là nạn nhân của làn sóng bắt trộm và giết thịt lén lút với mức độ ngày càng nghiêm trọng. Thần linh bị xẻ thịt trên đất Ấn Độ, nông dân Ấn Độ phải ngủ cùng đàn bò của mình để canh chừng kẻ trộm. Ở những nơi mà thịt bò từng được bán một cách hợp pháp, không chỉ những người đạo Hồi và các nhóm thiểu số khác mua thịt bò, mà còn có nhiều người Hindu nghèo, những người không thể mua nổi các loại thịt khác, cũng ăn thịt bò. Từ nghìn đời nay, trong văn hóa của người Ấn Độ, bò là loài vật thiêng liêng, được tôn thờ như những vị thần. Nhưng thời thế đã đổi thay khá nhiều và vị thế bất khả xâm phạm này của những chú bò đang dần bị lung lay.
Những con bò vẫn bị bắt trộm và giết thịt từng ngày bởi những tên đạo chích táo tợn ngay tại các thành phố lớn. Khi màn đêm buông xuống, từ các ngõ ngách tối tăm tại các khu ổ chuột ngoại ô New Delhi, những băng nhóm trộm cắp bắt đầu hoạt động. Phần lớn họ xuất thân từ tầng lớp nghèo khó nhất trong xã hội Ấn Độ, một số là người vô gia cư. Mục tiêu hàng đầu mà những tên đạo chích này nhắm tới là những con bò. Thậm chí, cảnh sát New Delhi đã nhiều lần phải mở chiến dịch truy quét, cho người thâm nhập vào các băng nhóm trộm bò. Hàng nghìn tên đã bị bắt giữ, nhưng giới chức thành phố phải thừa nhận rằng, họ vẫn chưa thể chấm dứt được tình trạng tồi tệ này.
Ngoại ô New Delhi tập trung rất nhiều trang trại nuôi bò lấy sữa (theo truyền thống, người Ấn chỉ kiêng ăn thịt bò chứ không kiêng uống sữa bò). Khi một con bò sữa trở nên không còn sử dụng, chúng thường bị thả cho đi lang thang ở bên ngoài trang trại bởi nơi đây không tồn tại thị trường thịt bò. Còn nếu tiếp tục nuôi dưỡng chúng cho đến khi chết già thì chủ trang trại sẽ phải chi một khoản phí quá lớn, lớn hơn rất nhiều lợi nhuận mà họ thu được từ con bò đó, vì vậy, đây là điều không thể xảy ra. Vì thế, số lượng bò đi hoang ngày càng đông hơn. Chúng thường tập trung kiếm ăn ven đường, tại các bãi rác và bất cứ nơi đâu chúng có thể tìm thấy thức ăn và nước uống. Với những tên trộm, đây quả là một món quà trời cho.
Lượng sữa bò được Ấn Độ sản xuất đã tăng gấp 6 lần trong 40 năm qua (triệu tấn). Dẫu vậy, việc nước tiểu bò được tiêu thụ tốt là chưa đủ với nhiều chủ trang trại để tiếp tục chăm sóc cho những con bò già và ốm yếu. Tuổi thọ bình quân của một con bò là 15 năm và chúng ngừng sản xuất sữa rất nhiều năm trước khi chết. Do vậy, chi phí chăm sóc cho một con bò già không còn sữa là quá cao kể cả khi nước tiểu của chúng được ưa chuộng. Đây là một trong những nguyên nhân chính khiến nạn giết bò vẫn còn tồn tại trên thị trường Ấn Độ
Theo ước tính của sở Cảnh sát thành phố New Delhi, chỉ riêng năm 2011 đã có khoảng 40.000 con bò bị bắt trộm. Bọn trộm thường đưa những con vật đến các lò mổ bí mật nằm ngay ngoại ô thành phố, và tại đó, linh vật của người Ấn sẽ bị "hóa kiếp" để lấy thịt và da. Nỗ lực ngăn chặn của cảnh sát dường như không mấy hiệu quả trước sự manh động của những tên trộm. Chúng thường dùng cả xe tải (tự mua bằng tiền thu được từ trộm bò hoặc đi thuê) khi hành nghề. Mỗi khi nhìn thấy một con “bò đi hoang”, những tên trộm sẽ dừng lại, dắt bò lên thùng xe rồi tiếp tục chuyến săn đêm. Khi gặp cảnh sát, bọn trộm sẵn sàng thả, đẩy những chú bò này từ thùng xe xuống đường để làm vật cản đường cảnh sát, giúp chúng tẩu thoát. Lợi nhuận quá lớn từ mặt hàng đặc biệt này chính là động cơ khiến những tên đạo chích bất chấp cả giá trị truyền thống của dân tộc, cũng như sự truy quét gắt gao của cảnh sát.
Trung bình, mỗi con bò trộm được sẽ được các chủ lò mổ bất hợp pháp mua lại với giá khoảng 5.000 rupee (tương đương 94 USD). Mỗi đêm, với một xe tải, chúng có thể bắt được khoảng 10 con bò, và số tiền kiếm được sẽ vào khoảng hơn 900 USD. Tại một đất nước vẫn còn hơn 800 triệu người sống dưới mức 2 USD một ngày thì mức thu nhập hơn 900 USD/đêm này quả là có sức cám dỗ không thể cưỡng lại được. Nếu bị bắt và nỗ lực hối lộ cảnh sát bất thành, những tên trộm bò chỉ phải ngồi tù từ 10 đến 15 ngày. Ngay khi ra khỏi tù, bọn chúng lại tiếp tục công việc cũ. Ngay cả những con bò đang được nuôi trong các trang trại, những tên đạo chích này cũng không bỏ qua.

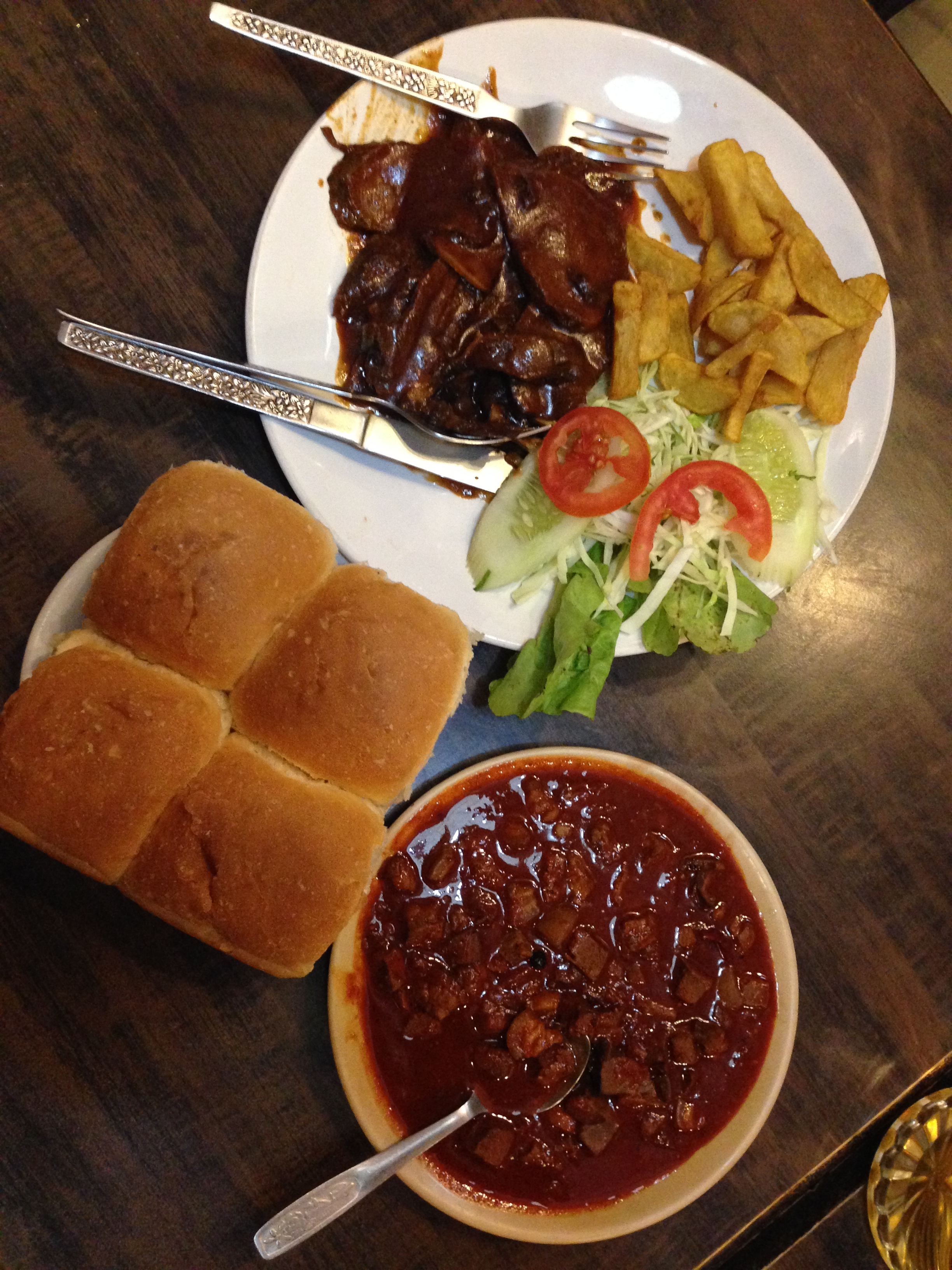
Huyết bò trong ẩm thực Ấn Độ

Có thể nói, phía sau sự lộng hành của các băng nhóm trộm bò tại Ấn Độ là một sự thay đổi sâu sắc của xã hội. Thực phẩm là vật thiêng đang dần được chấp nhận, ngay cả trong cộng đồng những người theo đạo Hindu. Mặt khác, mặc dù không tiêu thụ mặt hàng thực phẩm này ở nội địa (về mặt hình thức) nhưng thịt bò lại là một trong những mặt hàng xuất khẩu chủ lực của Ấn Độ. Các chủ lò mổ sẽ bán chúng cho các cơ sở chế biến, xuất khẩu thịt bò với cái tên thật là thịt bò, hoặc sẽ bán ra thị trường nội địa với danh nghĩa là thịt trâu dành cho xuất khẩu. Người Ấn theo đạo Hindu kiêng thịt bò chứ không kiêng thịt trâu nên chiêu "treo đầu trâu bán thịt bò" này dường như tỏ ra hiệu quả. Nhiều người ăn thịt bò mà cứ tưởng đó là thịt trâu.
Còn với những cộng đồng không kiêng kỵ thịt bò, chẳng hạn như những người theo đạo Hồi, hoặc những người thuộc tầng lớp hạ đẳng nhất của xã hội Ấn Độ (theo sự phân chia giai cấp ở đây gọi là Dalits) thì thịt bò được thoải mái là thịt bò.Theo thống kê của Chính phủ Ấn Độ, mức độ tăng trưởng của thị trường thịt gia súc trong nước (trong đó có cả thịt bò dưới danh nghĩa thịt trâu) đã tăng 14% trong giai đoạn từ năm 2010 đế năm 2012. Nhiều người Ấn Độ trẻ tuổi ngày càng ăn thịt nhiều hơn, thay vì chỉ ăn chay như các thế hệ trước. Hàng nghìn cơ sở giết mổ phi pháp. Theo quy luật thị trường thì có cầu thì dẫn đến sẽ có cung, số lò mổ cũng vì thế mà mọc lên như nấm, phần lớn là bất hợp pháp.
Riêng tại bang Andhra Pradesh, chính quyền ước tính đang tồn tại khoảng 3.100 cơ sở giết mổ gia súc (chủ yếu là giết mổ trâu và bò), trong khi họ chỉ cấp phép cho sáu cơ sở chính. Dù mức độ hoành hành của những tên trộm bò ở bang này được coi là khá thấp so với những bang lân cận, nhưng trung bình mỗi tháng, cảnh sát cũng bắt giữ được khoảng 150 tên trộm. Cũng giống như ở New Delhi, những tên này bị coi là tầng lớp dưới đáy xã hội, những khoản lợi nhuận thu được từ những phi vụ làm ăn trót lọt đều đã bị chúng ăn chơi, tiêu xài hết. Sau một thời gian bị giam giữ, ra tù với hai bàn tay trắng, những người này lại liên tục tái phạm hết lần này đến lần khác.
Chủ tịch Hiệp hội Bảo vệ động vật và thiên nhiên Karunan là Clementien Pauws cho rằng bò ở Ấn Độ bây giờ chỉ đơn thuần là một mặt hàng kinh doanh chứ không còn mang ý nghĩa tôn giáo nữa. Tất cả chúng đều bị đưa đến lò mổ. Nhận xét này có phần bi quan, bởi việc ăn thịt bò vẫn chưa được chấp nhận rộng rãi ở Ấn Độ, đại đa số người theo đạo Hindu đều vẫn rất tôn kính linh vật này. Tuy nhiên, vị thế thần linh của bò tại Ấn Độ đang bị lung lay dữ dội trước sự thay đổi của xã hội. Trước thực trạng này, mới đây đảng Bharatiya Janata một trong hai đảng chính trị lớn nhất nước này đã phải lên tiếng yêu cầu tăng cường giám sát hiệu lực thi hành của luật cấm giết mổ bò vốn đã được ban hành từ nhiều năm nay.
Việc buôn, bán trâu trong khu lò mổ ở thị trấn Ghazipur, thành phố New Delhi thì diễn ra tấp nập. Mỗi buổi sáng, trước khi mặt trời mọc, hàng trăm xe tải chở trâu tiến vào khu lò mổ ở thành phố New Delhi, nơi những nam thanh niên hối hả đưa những con trâu xuống xe. Đạp trên những đống phân tươi, họ kéo những con vật ra khỏi xe, dồn chúng thành từng nhóm để bán đấu giá trước khi giết. Công việc của họ khá nặng nhọc nhưng thù lao lại thấp.Nhưng mổ thịt trâu là ngành kinh doanh lớn. Thịt trâu là thực phẩm thiết yếu đối với hàng triệu người nghèo Ấn Độ bởi nó rẻ hơn phần lớn những loại thịt khác. Thịt trâu rẻ hơn phần lớn những loại thịt khác ở Ấn Độ, với mức giá chỉ bằng một nửa thịt gà, nên nó là nguồn thực phẩm quan trọng đối với những người đang vật lộn với cuộc sống nghèo khó. 

### Xu hướng

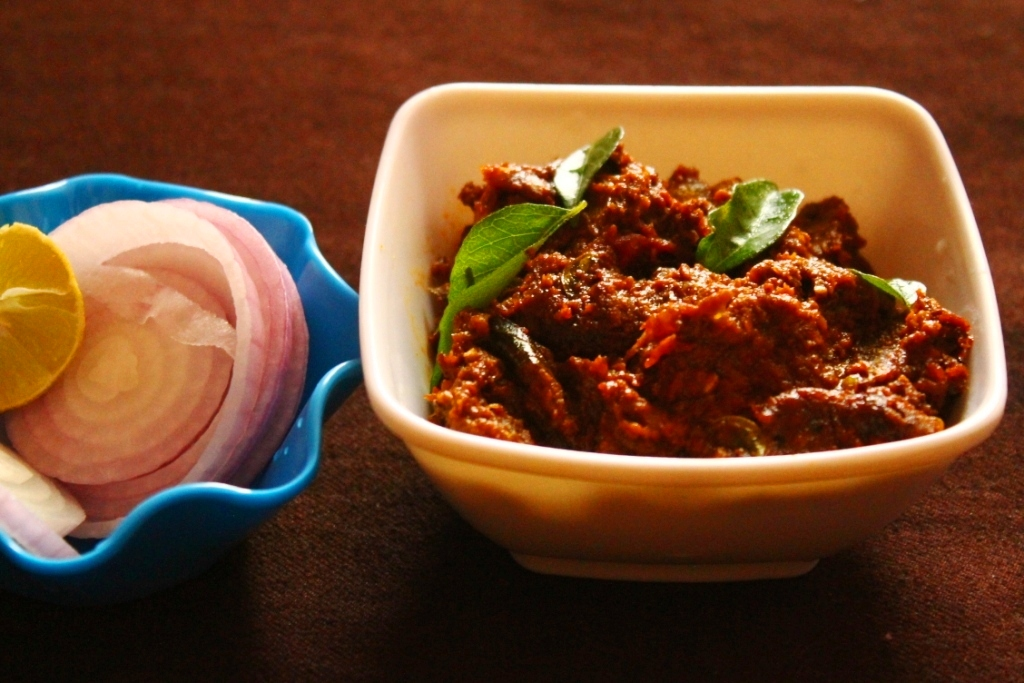
Thịt bò cà ri kiểu Kerala ở Ấn Độ

Nếu ước tính về số các vị thần thánh được tôn thờ, Ấn Độ là một trong những nước có nhiều đền thờ nhất thế giới (có tới 33 triệu thần trong Hindu giáo) và người dân ở đây thờ từ chuột, voi, khỉ, rắn và đặc biệt là bò. Việc thờ các vị thần có nguồn gốc từ động vật dẫn đến việc người Ấn Độ ít ăn thịt. Thực phẩm hàng ngày của họ là đậu, rau. Món ăn có thịt là gà, trâu nhưng để tìm được những quán ăn có các món này trên phố không dễ. Một vài nơi cũng không ăn gà, trứng gà cũng không ăn nhiều, tất cả các món đều được nấu với cà ri, một hương vị không phải ai cũng ăn được với mùi nồng nàn đặc trưng. Văn hóa ăn chay đã từng rất phổ biến ở Ấn Độ khi hơn 1 tỷ dân nước này theo đạo Hindu. Tôn giáo này không chỉ cấm ăn thịt bò mà còn đề cao việc ăn chay, kiêng sát sinh nên có đến 40% dân Ấn Độ thường xuyên ăn chay.
Tuy nhiên, với nhiều thay đổi trong quá trình hội nhập thế giới, có vẻ như văn hóa ăn chay ở Ấn Độ đã không còn quá khắt khe như trước nữa. Từ các quán ăn đường phố đến các nhà hàng ăn sang trọng hoặc kể cả tại các bữa ăn gia đình, những món ăn chay đã từng rất phổ biến với người dân Ấn Độ. Văn hóa ăn chay đang dần dần mai một. Với nhiều thay đổi về chính trị cũng như văn hóa theo hướng hội nhập và toàn cầu hóa, người dân Ấn Độ ngày càng có thêm nhiều cơ hội trải nghiệm các nền văn hóa khác nhau. Đặc biệt là ngày càng đa dạng hóa trong việc tiêu thụ các loại thịt, cá trong đó có thịt bò.
Hiện nay, thậm chí Ấn Độ đã trở thành một trong những quốc gia tiêu thụ nhiều thịt gà nhất thế giới. Thế hệ trẻ ngày càng quan tâm đến sức khỏe và dinh dưỡng là một trong các lý do dẫn đến sự thay đổi này. Vì đơn giản, một lạng thịt gà cung cấp lượng protein và chất béo cao hơn rất nhiều so với một bát đậu lang. Đặc biệt, tầng lớp trung lưu của Ấn Độ đang phát triển mạnh, sức mua của người dân cũng ngày càng tăng. Vì giá thịt gà khá rẻ, nên khá nhiều người mua. Việc ăn thịt, cá đã dần trở thành một phần cuộc sống của nhiều người dân Ấn Độ, đặc biệt là giới trẻ, những vị khách thường xuyên của các chuỗi cửa hàng ăn nhanh

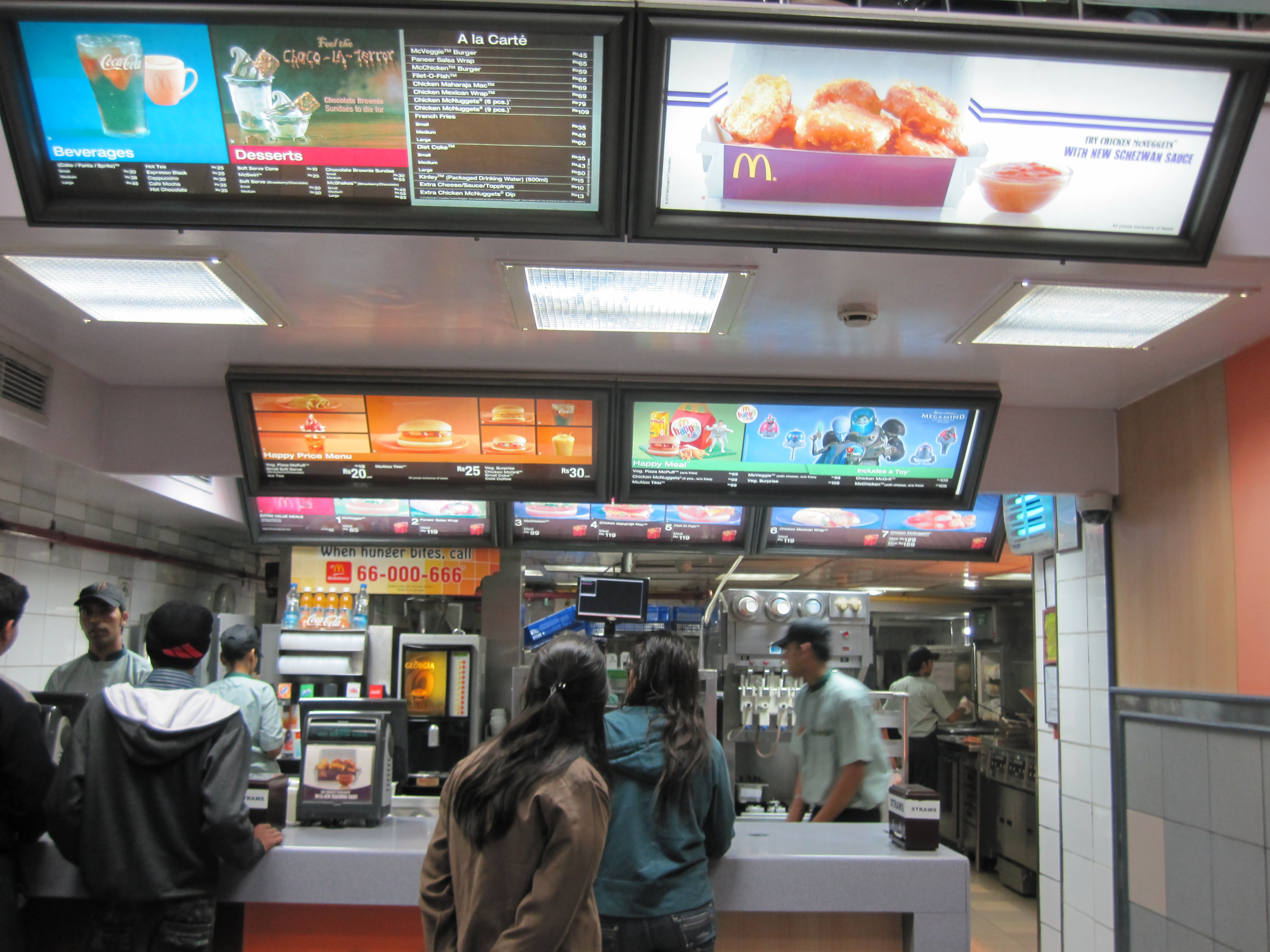
McDonald's - Nhà hàng chuyên thịt bò đã có mặt ở Ấn Độ

McDonald’s là một tập đoàn nổi tiếng về việc mở rộng kinh doanh toàn cầu. Một trong số những quốc gia gia nhập vào danh sách của McDonald’s gần đây nhất là Ấn Độ, nơi McDonald’s bắt đầu thành lập chuỗi nhà hàng vào cuối thập niên 1990. Mặc dù Ấn Độ là một quốc gia nghèo nàn, nhưng tầng lớp trung lưu đông đúc, ước khoảng 200 triệu người, đã thu hút sự quan tâm của McDonald’s. Tuy nhiên, Ấn Độ đã mang đến một thách thức không nhỏ cho McDonald’s. McDonald’s là nơi tiêu thụ thịt bò nhiều nhất thế giới. Kể từ khi thành lập vào năm 1955, vô số động vật bị giết thịt để làm nên loại bánh Big Macs. Tuy nhiên, Ấn Độ có khoảng 140 triệu người theo đạo Hồi, và người đạo Hồi không ăn thịt heo. Vậy chỉ còn thịt gà và thịt cừu.
McDonald’s đã giải quyết tình huống tiến thoái lưỡng nan trong văn hóa ẩm thực của Ấn Độ bằng cách cho ra đời “Maharaja Mac”, Big Mac phiên bản Ấn Độ được làm từ thịt cừu. Và những món ăn khác được thêm vào thực đơn cho phù hợp với khẩu vị địa phương, chẳng hạn như “McAloo Tikki Burger” được làm từ thịt gà. Tất cả món ăn đều được phân loại kĩ càng cho người ăn chay và ăn mặn để phù hợp với quốc gia nơi mà đa số người Ấn Độ giáo là những người ăn chay. Họ đã phải thay đổi rất nhiều cho phù hợp với khẩu vị của người Ấn Độ, 75% các món ăn trong thực đơn của McDonald’s tại Ấn Độ đã được Ấn Độ hóa. Tuy nhiên phản ứng tiêu cực của công chúng dường như ít tác động đến kế hoạch dài hạn của McDonald’s tại Ấn Độ. Công ty vẫn tiếp tục mở thêm các nhà hàng, tính đến năm 2006 đã có hơn 60 nhà hàng được mở trên cả nước và kế hoạch sẽ mở thêm 30 nhà hàng nữa sắp tới.